# Nouhoum Kobéna
Nouhoum Kobéna (Parakou, 1º  giugno 1985) è un calciatore beninese, centrocampista del Griesheim Tarik.

## Carriera

### Club
Ha giocato nel campionato beninese, maliano, libico e finlandese.

### Nazionale
Con la maglia della nazionale ha esordito nel 2006, raccogliendo 19 presenze sino al 2012.

## Palmarès

### Club

#### Competizioni nazionali
- Malien Première Division: 2

Djoliba: 2008, 2009
- Coppa del Mali: 2

Djoliba: 2008, 2009